# Jean-Joseph Ader
Jean-Joseph Ader (Ustaritz, 16 ottobre 1796 – Bassussarry, 12 aprile 1859) è stato uno scrittore, storico e drammaturgo francese.

## Biografia
Studiò in un seminario nei Paesi Baschi e arrivò a Parigi nel 1813 dove seguì corsi di medicina e diritto.
Ha iniziato la sua carriera letteraria partecipando a numerose pubblicazioni giornalistiche(Diable boiteux, Frondeur, Pandore e Mercure du XIXe siècle). Ha poi avuto numerose controversie con la polizia penitenziaria per i suoi articoli. Nel 1826 fu condannato a cinque giorni di reclusione, contro i tre mesi richiesti per l'articolo anonimo Robin des bois su Le Frondeur (che gli fu attribuito); nello stesso anno fondò in Belgio il Constitutionnel des Pays-Bas con Pierre-François Tissot, giornale subito bandito.
Ha fatto parte nel luglio 1830 dei trecento giornalisti e scrittori che redassero gli appelli all'insurrezione per realizzare l'abdicazione della monarchia di Carlo X.
Le sue opere sono state rappresentate all'Odéon, al Théâtre de la Porte Saint-Martin e sui più grandi palcoscenici parigini.

## Opere

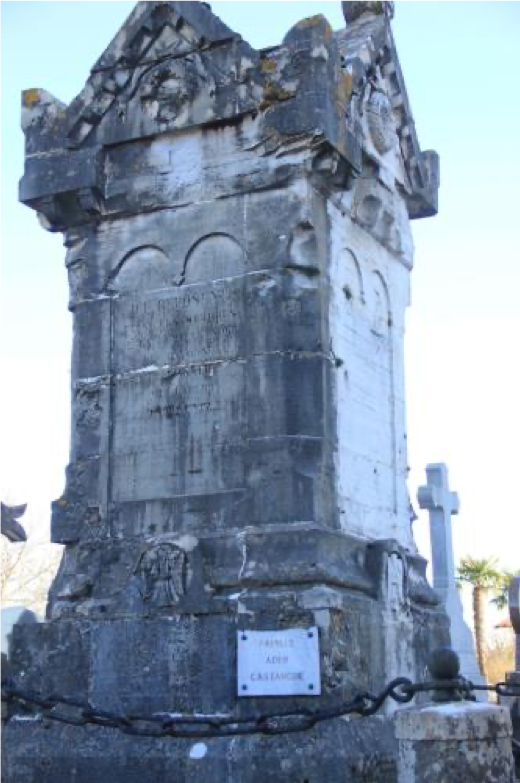
Tomba della Famiglia Ader a Arrauntz (Ustaritz).

### Teatro
- 1824: Ludovic Sforce, tragedia in 5 atti;
- 1825: Les Deux écoles, ou le Classique et le romantique, commedia in 3 atti e in versi, con Joseph-Léonard Detcheverry;
- 1826: L'Actrice, ou les Deux portraits, commedia in un atto e in versi, con Louis Marie Fontan;
- 1827: Le Cachemire, commedia in un atto e in versi, con Édouard d'Anglemont;
- 1827: Petit rocher de Cancale;[1]
- 1828: Les Suites d'un coup d'épée, commedia in 1 atto, in prosa, con Émile Brousse;
- 1829: La Bossue, ou, Le Jour de La Majorit, commedia in un atto, in versi, con Fontan;
- 1829: Gillette de Narbonne, ou le Mari malgré lui anecdote du XVe siècle, commedia-vaudeville in 3 atti, con Fontan e Charles Desnoyer;
- 1830: Jeanne la Folle, ou, La Bretagne au XIIIe siècle, dramma storico in 5 atti, in versi, con Fontan e Alfred de Rhéville;
- 1832: Le Barbier du Roi D'Aragon, con Fontan e Charles Dupeuty,[2] musica di scena di Alexandre Piccinni disponibile su archive.org;
- 1834: L'Angélus, opéra-comique in 1 atto, musica di Casimir Gide;
- 1839: L'Oncle modèle, vaudeville in 1 atto;
- 1839: Deux Normands, vaudeville in 1 atto;

### Saggistica
- 1817: Traité du mélodrame, con Abel Hugo e Armand Malitourne;
- 1826: Résumé de l'histoire du Béarn, de la Gascogne supérieure et des Basques;
- 1826: Napoléon devant ses contemporains, disponibile su Gallica
- 1826: Histoire de L'expédition d'Égypte et de Syrie, con Charles Théodore Beauvais de Préau;
- 1828: Plutarque des Pays-Bas, ou Vies des hommes illustres de ce royaume;